# Saint-Victor (Dordogne)
Saint-Victor település Franciaországban, Dordogne megyében. Lakosainak száma 212 fő (2022. január 1.). Saint-Victor Grand-Brassac, Douchapt, Montagrier, Tocane-Saint-Apre, Saint-Méard-de-Drône és Celles községekkel határos.

## Népesség
A település népessége az elmúlt években az alábbi módon változott:
| Lakosok száma | 145  | 124  | 134  | 190  | 210  | 207  | 203  | 210  | 213  | 212  |
|               | 1968 | 1982 | 1990 | 2006 | 2013 | 2015 | 2017 | 2019 | 2020 | 2022 |